# Borra

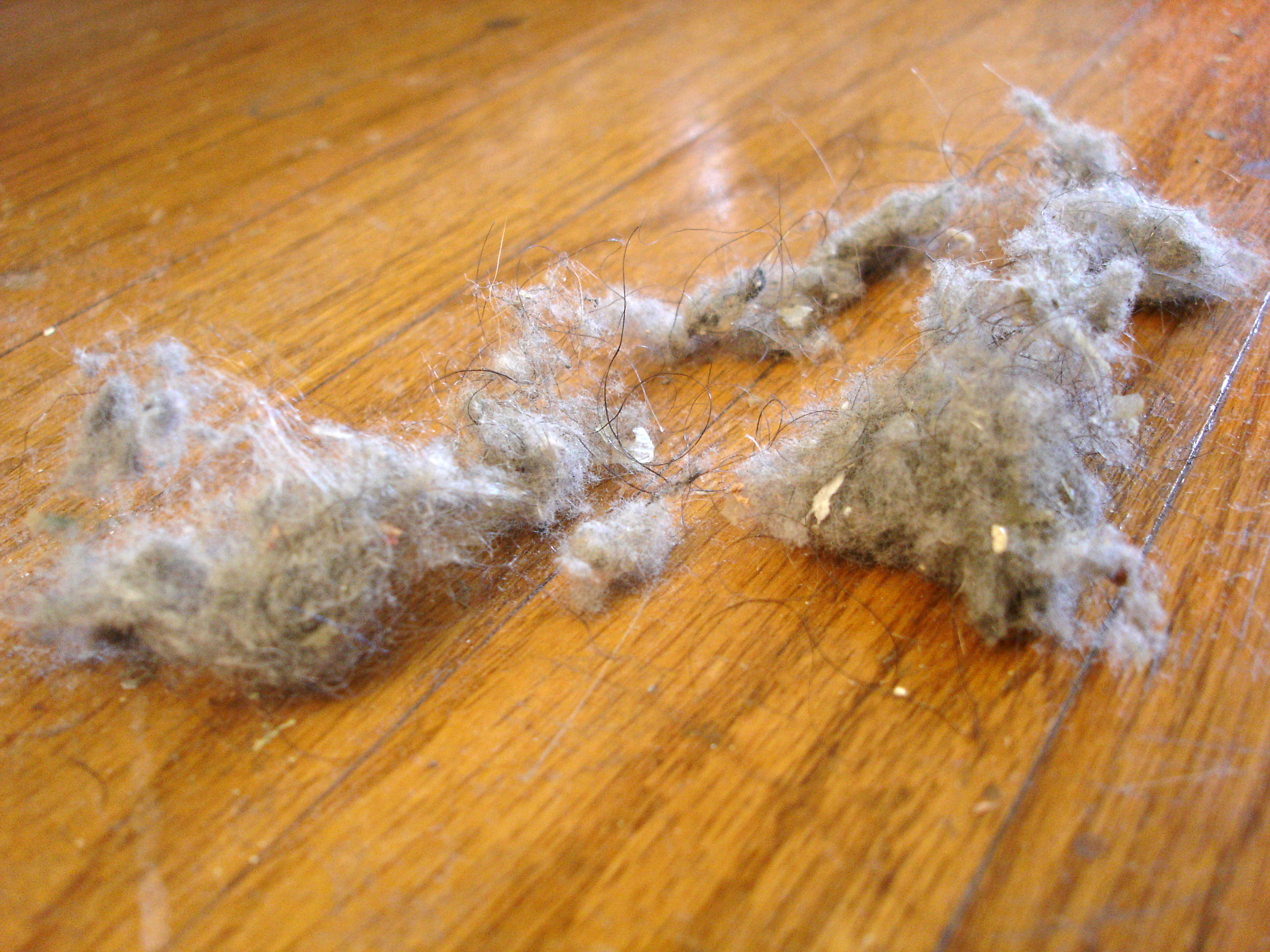
Borró sobre un parquet

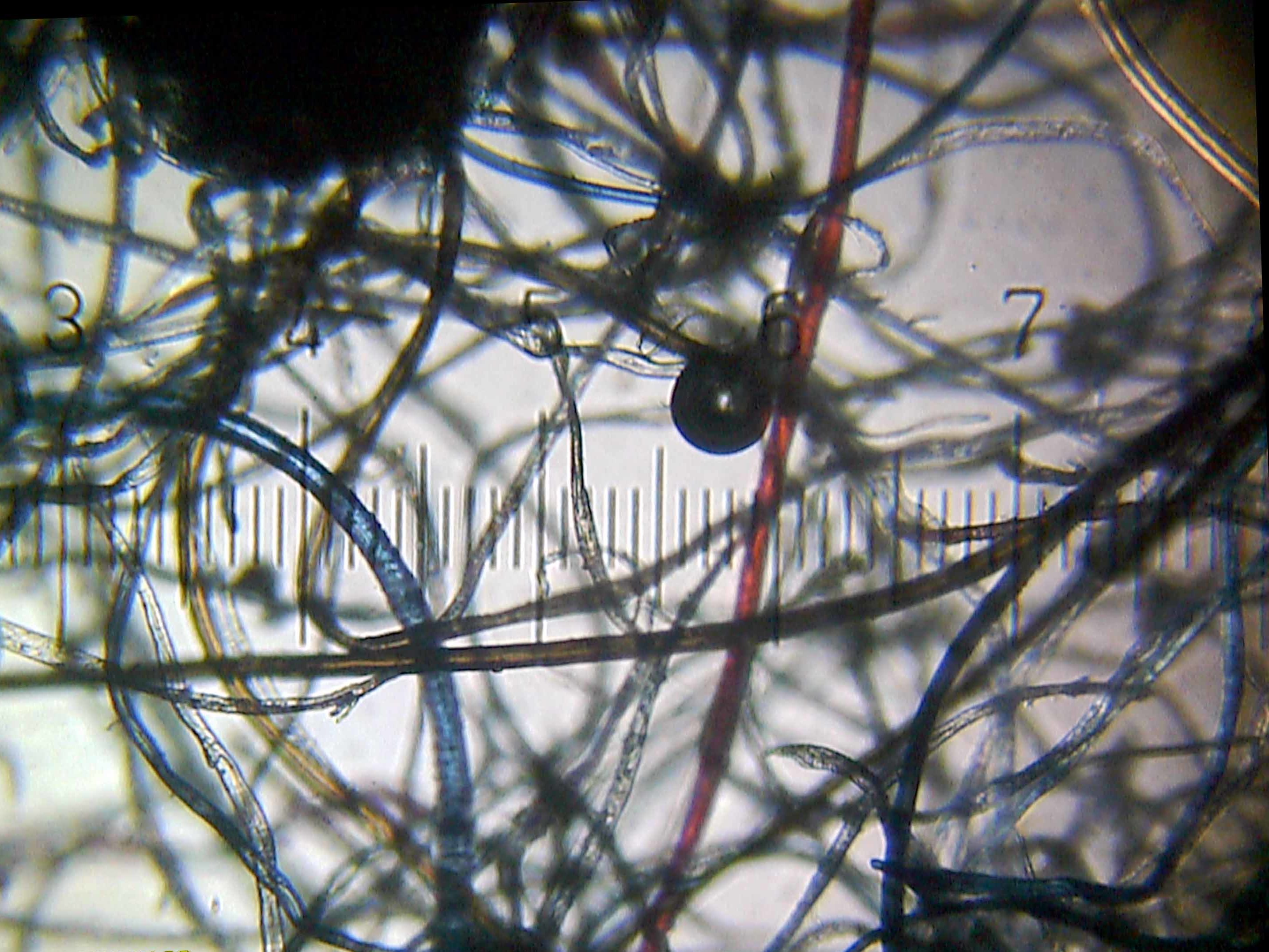
Vista microscòpica. Les separacions numerades estan a intervals de 230 µm

Un borró o borra és una petita acumulació de materials que es forma sota el mobiliari i en cantons que no són netejats regularment. És fet de pèls, pelussa, pell morta, teranyines, pols i de vegades escombraries lleugeres, que es mantenen junts degut a l'electricitat estàtica i l'entrecreuament. Poden contenir àcars de la pols o altres paràsits. El moviment d'una sola partícula gran pot iniciar la formació d'un borró. Es formen a partir d'un pèl que es carrega elèctricament degut al moviment de l'aire.
Aquestes acumulacions són perjudicials per als aparells electrònics, ja que poden obstruir el flux d'aire a través dels dissipadors tèrmics, fent-ne augmentar significativament la temperatura, i per tant, escurçant la vida dels components electrònics. S'han utilitzat com una analogia per l'acreció de la matèria còsmica als planetoides.